# Premios Lumières
Los Prix Lumière de la crítica internacional —en francés: Prix Lumières de la critique internationale, llamados también Trophées Lumières—, son premios que están destinados a galardonar a las mejores películas francesas o francófonas estrenadas durante el último año calendario. El premio se entrega anualmente desde 1996 a mediados de enero o febrero, y son los equivalentes a los Globos de Oro; estos, son otorgados por la Académie Lumières, que reúne a más de 200 periodistas internacionales con sede en París.

## Historia
Los ganadores fueron creados en 1995 por voluntad del periodista estadounidense Edward Behr y el productor francés Daniel Toscan du Plantier . Es el reflejo, para el cine francés , de los Globos de Oro otorgados cada año para el cine inglés por la Hollywood Foreign Press Association.
La Académie des Lumières pretende despertar el interés entre los numerosos corresponsales en París de la prensa internacional para el cine francés. Se reúne regularmente para organizar proyecciones de películas en preestreno y numerosas reuniones e intercambios, y entreteje los vínculos entre los productores franceses y los profesionales del cine en el extranjero.
Para promover una mayor diversidad, promueve proyectos de menor presupuesto que de otro modo solo encontrarían una audiencia marginal fuera de Francia, particularmente para producciones francófonas. Funciona para este fin en colaboración con diversas instituciones extranjeras y francesas de cine y cultura en general, incluidas organizaciones profesionales para la formación en carreras de cine.
Esta lista a menudo se ve como una competencia previa para el César , dibujando tendencias en los gráficos a seguir, aunque la selección y el jurado son de diferentes naturalezas. Pero si en Estados Unidos , los palmarés de los Oscar está lejos de la de los Globos de Oro , es porque los Globos de Oro puede permitir hasta un 10 nominados en algunas categorías, divididas entre dramas y comedias.

## Palmarés

### Los premios
- Premio a la mejor película
- Premio a la mejor dirección
- Premio al mejor guion
- Premio a la mejor actriz
- Premio al mejor actor
- Premio a la revelación femenina  (Desde el año 2000.)
- Premio a la revelación masculina  (Desde el año 2000.)
- Premio del público mundial  (Desde el año 2006 hasta el 2011.)
- Premio a la mejor primera película  (Desde el año 2014.)
- Premio a la mejor música  (Desde el año 2016.)
- Premio a la mejor imagen  (Desde el año 2016.)
- Premio al mejor documental  (Desde el año 2016.)
- Premio a la mejor película de animación  (Desde el año 2017.)
- Premio a la mejor coproducción internacional  (Desde el año 2020.) 
  -  Mejor película extranjera (1996-2002) 
  -  Mejor película francófona (2003-2019)

### Premio especial
- Premio Lumière de Honor  (Desde el año 2008 sin continuidad.)

## Ceremonias
| Edición                  | Fecha                   | Presidente/Invitado                                                                  | Mejor Película                              | Mejor Actriz y Actor                              |
| ------------------------ | ----------------------- | ------------------------------------------------------------------------------------ | ------------------------------------------- | ------------------------------------------------- |
| Premios Lumières de 1996 | 29 de enero de 1996     | Isabella Rossellini                                                                  | El odio                                     | Isabelle Huppert Michel Serrault                  |
| Premios Lumières de 1997 | 13 de febrero de 1997   | Philippe Noiret                                                                      | Ridicule                                    | Fanny Ardant Charles Berling                      |
| Premios Lumières de 1998 | 15 de diciembre de 1998 | Fanny Ardant                                                                         | Marius y Jeannette                          | Miou-Miou Michel Serrault                         |
| Premios Lumières de 1999 | 16 de enero de 1999     | Jean Reno                                                                            | La vida soñada de los angeles               | Élodie Bouchez Jacques Villeret                   |
| Premios Lumières de 2000 | 2 de febrero de 2000    | Claudia Cardinale                                                                    | Juana de Arco                               | Karin Viard Philippe Torreton                     |
| Premios Lumières de 2001 | 24 de enero de 2001     | Isabella Rossellini                                                                  | Le Goût des autres                          | Isabelle Huppert Daniel Auteuil                   |
| Premios Lumières de 2002 | 25 de febrero de 2002   |                                                                                      | Amélie                                      | Audrey Tatou Michel Bouquet                       |
| Premios Lumières de 2003 | 14 de febrero de 2003   | Carole Laure                                                                         | Amen.                                       | Isabelle Carré Jean Rochefort                     |
| Premios Lumières de 2004 | 17 de febrero de 2004   | Patrice Chéreau                                                                      | Las trillizas de Belleville                 | Sylvie Testud Bruno Todeschini                    |
| Premios Lumières de 2005 | 16 de febrero de 2005   | Patrice Leconte                                                                      | Los coristas                                | Emmanuelle Devos Mathieu Amalric                  |
| Premios Lumières de 2006 | 21 de febrero de 2006   | Claudia Cardinale                                                                    | El latido de mi corazón                     | Isabelle Huppert Romain Duris                     |
| Premios Lumières de 2007 | 5 de febrero de 2007    | Isabelle Mergault                                                                    | No se lo digas a nadie                      | Marina Hands Gérard Depardieu                     |
| Premios Lumières de 2008 | 13 de enero de 2008     | Claude Lelouch                                                                       | La escafandra y la mariposa                 | Marion Cotillard Mathieu Amalric                  |
| Premios Lumières de 2009 | 19 de enero de 2009     | Jeanne Balibar                                                                       | Entre los muros                             | Yolande Moreau Vincent Cassel                     |
| Premios Lumières de 2010 | 15 de enero de 2010     | Régis Wargnier                                                                       | Welcome                                     | Isabelle Adjani Tahar Rahim                       |
| Premios Lumières de 2011 | 14 de enero de 2011     | François Berléand                                                                    | De dioses y hombres                         | Kristin Scott Thomas Michael Lonsdale             |
| Premios Lumières de 2012 | 13 de enero de 2012     | Catherine Jacob                                                                      | The Artist                                  | Bérénice Bejo Omar Sy                             |
| Premios Lumières de 2013 | 18 de enero de 2013     | Victoria Abril                                                                       | Amour                                       | Emmanuelle Riva Jean-Louis Trintignant            |
| Premios Lumières de 2014 | 20 de enero de 2014     | Carole Bouquet                                                                       | La vida de Adèle                            | Léa Seydoux Guillaume Gallienne                   |
| Premios Lumières de 2015 | 2 de febrero de 2015    | Claudia Cardinale, Victoria Abril, Carole Laure, Catherine Jacob y Isabelle Mergault | Timbuktu                                    | Karin Viard Gaspard Ulliel                        |
| Premios Lumières de 2016 | 8 de febrero de 2016    | Isabelle Huppert                                                                     | Mustang                                     | Catherine Frot Vincent Lindon                     |
| Premios Lumières de 2017 | 30 de enero de 2017     |                                                                                      | Elle                                        | Isabelle Huppert Jean-Pierre Léaud                |
| Premios Lumières de 2018 | 5 de febrero de 2018    |                                                                                      | 120 latidos por minuto                      | Jeanne Balibar Nahuel Pérez Biscayart             |
| Premios Lumières de 2019 | 4 de febrero de 2019    |                                                                                      | The Sisters Brothers                        | Élodie Bouchez Alex Lutz                          |
| Premios Lumières de 2020 | 27 de enero de 2020     | Isabelle Huppert                                                                     | Les Misérables                              | Noémie Merlant Roschdy Zem                        |
| Premios Lumières de 2021 | 19 de enero de 2021     |                                                                                      | Les Choses qu'on dit, les choses qu'on fait | Martine Chevallier y Barbara Sukowa Sami Bouajila |
| Premios Lumières de 2022 | 17 de enero de 2022     | Lisa Nesselson                                                                       | L'Événement                                 | Anamaria Vartolomei Benoît Magimel                |
| Premios Lumières de 2023 | 16 de enero de 2023     | Lisa Nesselson                                                                       | La Nuit du 12                               | Virginie Efira Benoît Magimel                     |
| Premios Lumières de 2024 | 22 de enero de 2024     | Lisa Nesselson                                                                       | Anatomie d'une chute                        | Sandra Hüller Arieh Worthalter                    |
| Premios Lumières de 2025 | 20 de enero de 2025     | Lisa Nesselson                                                                       | Emilia Pérez                                | Karla Sofía Gascón Abou Sangaré                   |